# Laubetrochus
Laubetrochus is een geslacht van uitgestorven weekdieren uit de klasse van de Gastropoda (slakken). Exemplaren van dit geslacht zijn slechts als fossiel bekend.

## Soort
- Laubetrochus laubei (Gründel, 2012) †